# Opostegoides bicolorella
Opostegoides bicolorella là một loài bướm đêm thuộc họ Opostegidae. Nó được miêu tả bởi Sinev năm 1990, và được tìm thấy ở vùng Viễn Đông Nga.